# Aqua Mania Remix
Aqua Mania Remix è il primo album di remix del gruppo musicale bubblegum pop danese Aqua, pubblicato nel 1998 dalla Universal Music Group.

## Descrizione
Contiene undici remix e l'inedito Didn't I, quest'ultimo originariamente pubblicato nell'edizione giapponese del primo album del gruppo, Aquarium.
L'album contiene inoltre i videoclip dei singoli Barbie Girl, Doctor Jones e Lollipop (Candyman).

## Tracce
1. Roses Are Red (Disco '70 Mix) – 3:13 (Søren Rasted, Claus Norreen, René Dif, Lene Nystrøm, Heartmann & Langhoff)
2. Roses Are Red (Club Edit) – 4:14 (Søren Rasted, Claus Norreen, René Dif, Lene Nystrøm, Heartmann & Langhoff)
3. My Oh My (Spike, Clyde 'N' Eightball Club Mix) – 5:02 (Søren Rasted, Claus Norreen, René Dif)
4. My Oh My (Disco '70 Mix) – 3:23 (Søren Rasted, Claus Norreen, René Dif)
5. Barbie Girl (Perky Park Club Mix) – 6:17 (Søren Rasted, Claus Norreen, René Dif, Lene Nystrøm)
6. Doctor Jones (Metro 7" Edit) – 3:36 (A. Øland, Søren Rasted, Claus Norreen, René Dif)
7. Doctor Jones (Antiloop Club Mix) – 8:40 (A. Øland, Søren Rasted, Claus Norreen, René Dif)
8. Lollipop (Candyman) (Extended Version) – 5:29 (Søren Rasted, Claus Norreen, René Dif, Lene Nystrøm, Heartmann & Langhoff)
9. Lollipop (Candyman) (Antiloop Club Mix) – 6:17 (Søren Rasted, Claus Norreen, René Dif, Lene Nystrøm, Heartmann & Langhoff)
10. Turn Back Time (Love to Infinity's Classic Radio Mix) – 3:23 (Søren Rasted, Claus Norreen)
11. Turn Back Time (Metro Scuba Club Mix) – 6:34 (Søren Rasted, Claus Norreen)
12. Didn't I (Previously Unreleased Track) – 3:23 (Søren Rasted, Claus Norreen)
13. Barbie Girl (Video) – 3:16
14. Doctor Jones (Video) – 3:16
15. Lollipop (Candyman) (Video) – 3:35

## Classifiche
| Classifica (1998) | Posizione massima |
| ----------------- | ----------------- |
| Giappone          | 49                |
| Norvegia          | 4                 |
| Svezia            | 31                |